# Rhodosciadium rzedowskii
Rhodosciadium rzedowskii är en flockblommig växtart som beskrevs av Mildred Esther Mathias och Lincoln Constance. Rhodosciadium rzedowskii ingår i släktet Rhodosciadium och familjen flockblommiga växter. Inga underarter finns listade i Catalogue of Life.